# Marco Arop
Marco Rau Arop (* 20. September 1998 in Khartum, Sudan) ist ein kanadischer Leichtathlet, der im 800-Meter-Lauf antritt. Er gewann die Goldmedaille im 800-Meter-Lauf bei den Weltmeisterschaften 2023 in Budapest.

## Frühe Jahre und Ausbildung
Marco Arop wurde in der sudanesischen Hauptstadt Khartum als einer von sechs Söhnen geboren. Er und seine Familie kamen 2002 als Flüchtlinge nach Kanada und ließen sich dort in der Millionenstadt Edmonton nieder, wo Arop die Blessed Oscar Romero High School besuchte. Nach dem Abschluss nahm er ein Masterstudium in Informatik an der Mississippi State University auf, für deren Sportteam, die Mississippi State Bulldogs, er in landesweiten Wettkämpfen während seiner Studienzeit antrat. Erst im Alter von 17 Jahren wandte er sich der Leichtathletik zu.

## Sportliche Laufbahn
Arop tritt seit 2017 in Wettkämpfen in der Leichtathletik an, damals neben dem 800-Meter-Lauf auch über die halbe Distanz. Ein Jahr später wurde er in 1:49,95 min kanadischer U20-Meister über 800 Meter. Ebenfalls im Juli startete er bei den U20-Panamerikameisterschaften im peruanischen Trujillo. Im Vergleich zu den nationalen Meisterschaften rannte er dort im Finale noch einmal zwei Sekunden schneller und gewann damit die Silbermedaille. Mit der kanadischen 4-mal-400-Meter-Staffel belegte er einen Tag später den vierten Platz. Im Juli 2018 nahm er erstmals bei den nationalen Meisterschaften der Erwachsenen teil, bei denen er auf Anhieb siegreich war. Einen Monat später trat er bei den Nordamerikameisterschaften in Toronto an, bei denen er in 1:46,82 min die Silbermedaille gewann.
Im Februar 2019 stellte Arop bei einem Wettkampf in Clemson, im US-Bundesstaat South Carolina, in 1:45,90 min einen kanadischen Hallenrekord auf. Im Juli gewann er Silber bei den kanadischen Meisterschaften, bevor er im August bei den Panamerikanischen Spielen in Lima antrat. Dabei stellte er im Finale in 1:44,25 min eine neue Bestzeit auf, die neben der Goldmedaille, auch einen Rekord für Panamerikanische spiele bedeutete. Im Oktober trat er schließlich auch beim Saisonhöhepunkt, den Weltmeisterschaften in Doha, an. Nach erfolgreichem Vor- und Halbfinallauf kam er im Finale auf 1:45,78 min, mit denen er den siebten Platz belegte. Um sich anschließend auf die Olympischen Spiele in Tokio vorzubereiten, verließ er vor dem letzten Hochschuljahr das Sportteam der Mississippi State. 2020 stellte er im August beim Diamond League Meeting in Monaco mit 1:44,14 min eine neue Bestzeit auf, mit der er im Wettkampf den dritten Platz belegte.
Anfang Juli 2021 steigerte Arop in Monaco seine persönliche Bestleistung auf 1:43,26 min. Damit war er zum ersten Mal für die Olympischen Spiele qualifiziert. In Tokio gewann er zunächst seinen Vorlauf und erreichte das Halbfinale. Darin kam er auf eine Zeit von 1:44,90 min und schied damit als Siebter seines Laufes aus. 2022 startete er im Frühjahr bei den Hallenweltmeisterschaften in Belgrad. Als Erster seines Vorlaufes zog er in das Finale ein. Darin bestimmte er zunächst lange Zeit das Tempo, ehe er einbrach und schließlich den achten und letzten Platz im Finale belegte. Eine ähnliche Taktik legte er im Finale der Weltmeisterschaften in Eugene an, wo er sich mit einer Zeit von 1:44,28 min als Dritter nun auch auf einem Medaillenrang platzieren konnte.
2023 feierte er mit dem Gewinn der Goldmedaille bei den Weltmeisterschaften in Budapest seinen größten sportlichen Erfolg. Im September lief er zum Abschluss der Diamond-League-Saison im US-amerikanischen Eugene in 1:42,85 min eine neue Bestzeit. Damit trat er auch 2024 bei den Olympischen Spielen in Paris als einer der Topfavoriten an. Er zog ohne Probleme in das Finale ein. In einem extrem schnellen Rennen musste er sich mit Kontinentalrekord von 1:41,20 min nur dem Kenianer Emmanuel Wanyonyi hauchdünn geschlagen geben.

## Wichtige Wettbewerbe
| Jahr               | Veranstaltung                 | Ort                | Platz              | Disziplin          | Zeit               |
| Startet für Kanada | Startet für Kanada            | Startet für Kanada | Startet für Kanada | Startet für Kanada | Startet für Kanada |
| ------------------ | ----------------------------- | ------------------ | ------------------ | ------------------ | ------------------ |
| 2017               | U20-Panamerikameisterschaften | Trujillo           | 2.                 | 800 m              | 1:47,08 min        |
| 2017               | U20-Panamerikameisterschaften | Trujillo           | 4.                 | 4 × 400 m          | 3:13,00 min        |
| 2018               | Nordamerikameisterschaften    | Toronto            | 2.                 | 800 m              | 1:46,93 min        |
| 2019               | Panamerikanische Spiele       | Lima               | 1.                 | 800 m              | 1:44,25 min        |
| 2019               | Weltmeisterschaften           | Doha               | 7.                 | 800 m              | 1:45,78 min        |
| 2021               | Olympische Spiele             | Tokio              | 14.                | 800 m              | 1:44,90 min        |
| 2022               | Hallenweltmeisterschaften     | Belgrad            | 8.                 | 800 m              | 1:47,58 min        |
| 2022               | Weltmeisterschaften           | Eugene             | 3.                 | 800 m              | 1:44,28 min        |
| 2023               | Weltmeisterschaften           | Budapest           | 1.                 | 800 m              | 1:44,24 min        |
| 2024               | Olympische Spiele             | Paris              | 2.                 | 800 m              | 1:41,20 min        |

## Persönliche Bestleistungen
Freiluft
- 800 m: 1:41,20 min, 10. August 2024, Paris, (Nordamerikarekord)
- 1000 m: 2:14,35 min, 10. August 2022, Monaco, (kanadischer Rekord)

Halle
- 600 m: 1:21,53 min, 3. März 2017, Edmonton
- 800 m: 1:45,50 min, 27. Januar 2024, Fayetteville, (kanadischer Rekord)
- 1000 m: 2:14,74 min, 4. Februar 2024, Boston, (Nordamerikarekord)